# Greifswalds hamn
Greifswalds hamn (tyska: Greifswalder Hafen) är en oljemålning av den tyske konstnären Caspar David Friedrich från 1818–1820. Målningen ingår i Alte Nationalgaleries samlingar i Berlin sedan 1919. 
Friedrich föddes 1774 i Greifswald i dåvarande Svenska Pommern. År 1798 flyttade han till Dresden som var centrum för den tidiga tyska romantiken. Han återvände dock regelbundet till sina hemstad vid Östersjökusten. Segelfartyg i skymningsljus var ett återkommande motiv för Friedrich (till exempel Livsåldrarna). I målningens bakgrund ses silhuetten av Greifswald och kyrktornen från Maria-, Nikolai- respektive Jacobikyrkan.

## Relaterade målningar

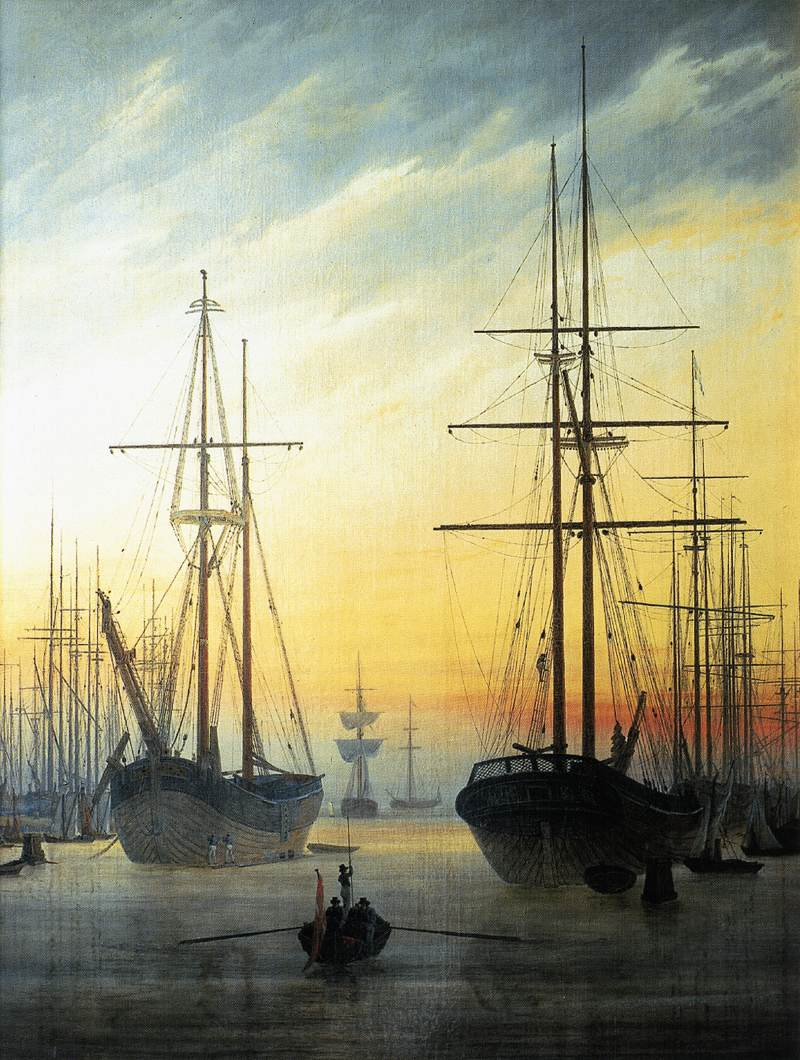
Friedrichs Utsikt över en hamn (1815–1816), Charlottenburgs slott i Berlin.
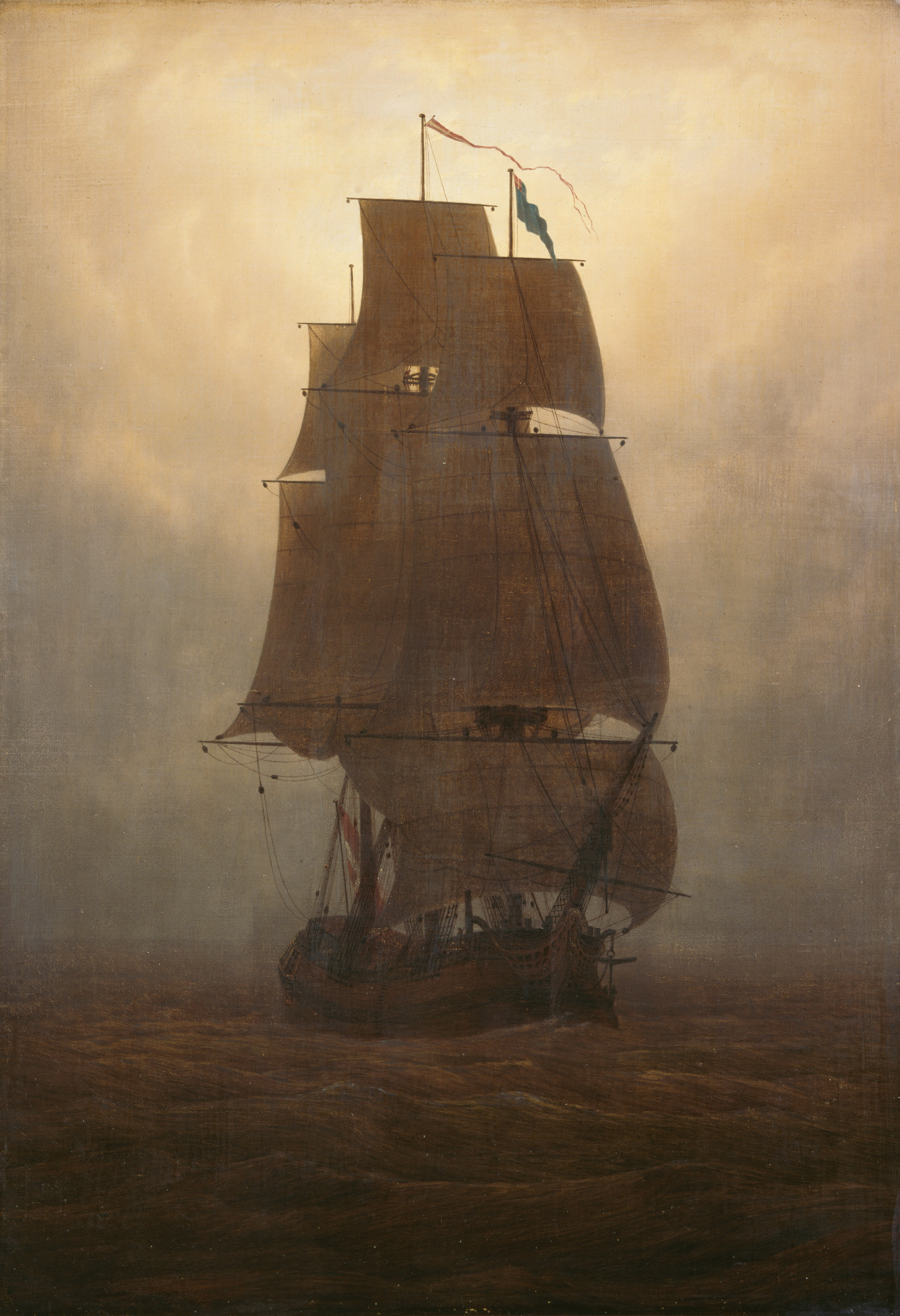
Friedrichs Segelfartyg (1815), Kunstsammlungen Chemnitz.
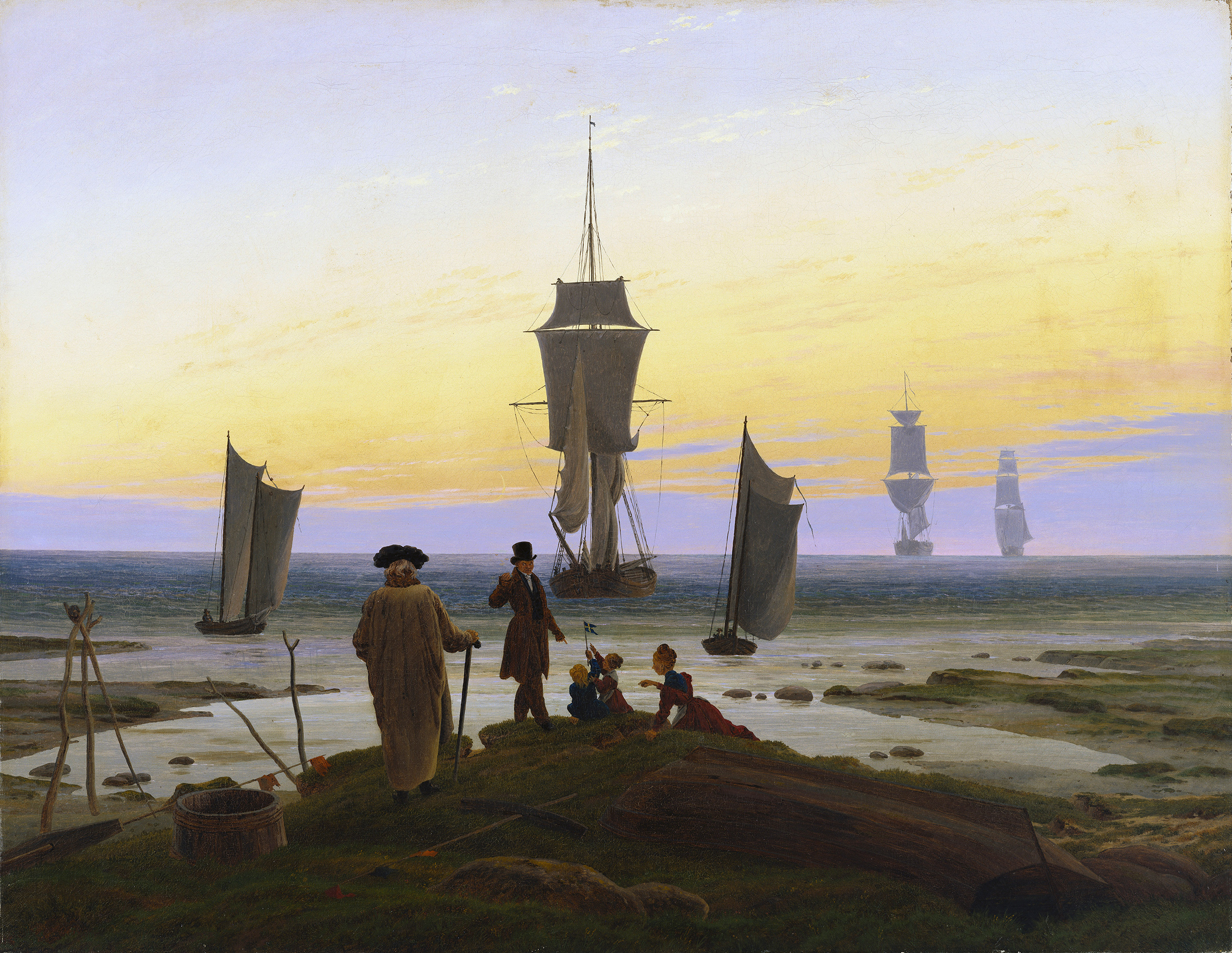
Friedrichs Livsåldrarna (1835), Museum der bildenden Künste i Leipzig.